# Philip Jones Griffiths
Pour les articles homonymes, voir Griffiths.
Philip Jones Griffiths (né le 18 février 1936 à Rhuddlan (pays de Galles) et mort le 19 mars 2008 à Londres (Angleterre)) est un photographe et un photographe de guerre britannique.
Il a notamment couvert la guerre du Viêt Nam pour l'agence Magnum Photos.

## Biographie

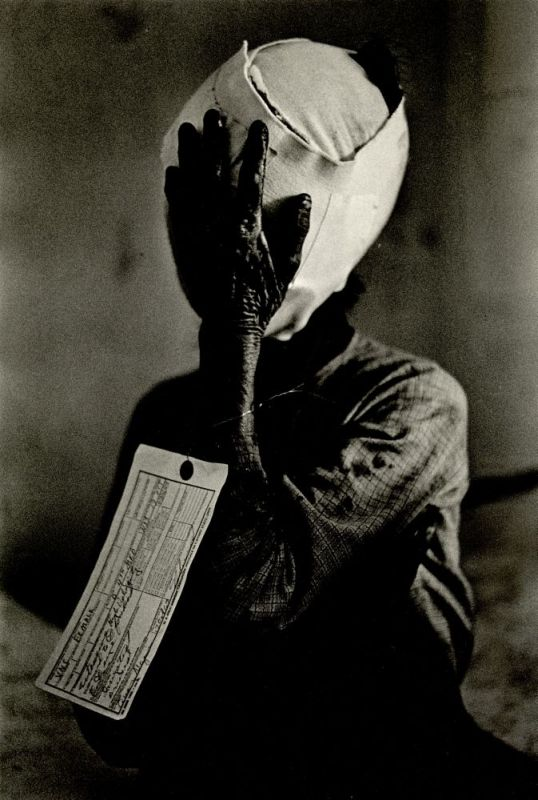
Cette femme a été étiquetée avec la désignation VNC (civil vietnamien), Viêt Nam (1967).

## Ouvrages
- (en-US) Vietnam, Inc., New York, Collier, 1971.  (ISBN 978-0-7148-4603-3).
- (en-US) Dark Odyssey, New York, Aperture, 1996.  (ISBN 978-0-89381-645-2).
- (en) Agent Orange: Collateral Damage in Vietnam, Londres, Trolley, 2004.  (ISBN 978-1-904563-05-1).
- (en) Vietnam at Peace, Londres, Trolley, 2005.  (ISBN 978-1-904563-38-9).
- (en) Recollections, Londres, Trolley, 2008.  (ISBN 978-1-904563-70-9).